# Équipe de Madagascar de Coupe Davis
L'équipe de Madagascar de Coupe Davis représente Madagascar à la Coupe Davis. Elle est placée sous l'égide de la Fédération malgache de tennis.

## Historique
Créée en 1997, l'équipe de Madagascar de Coupe Davis a réalisé sa meilleure performance de la compétition en jouant dans le groupe II de la zone Europe-Afrique en 2015.

## Joueurs de l'équipe
Les chiffres indiquent le nombre de matchs joués
- Tony Rajaobelina
- Jacob Rasolondrazana
- Antso Rakotondramanga
- Lofo Ramiaramanana